# Герб Белозерского района (Курганская область)
Герб муниципального образования Белозерский район Курганской области является официальным символом Белозерского района Курганской области.
Герб утверждён Решением Белозерской районной Думы от 22 мая 2020 года № 302.

## Описание
В зелёном поле серебряный курган о двух вершинах (причем расположенная слева вершина ниже и находится позади вершины, расположенной справа), сопровождаемый сверху золотым равноконечным трилистным крестом; в лазоревой выщербленной оконечности – серебряная вогнутая рыба (щука).
Герб Белозерского района может воспроизводиться со статусной территориальной короной. Муниципальная корона установленного образца для муниципального района — золотая остроконечная о пяти видимых зубцах. Герб может воспроизводиться как в полной версии с муниципальной короной, так и в сокращенной версии в виде гербового щита без короны; обе версии герба равноправны и имеют одинаковый статус. 

## Символика
Герб языком аллегорий символизирует исторические, природные и прочие особенности Белозерского района.
Белозерский район расположен в северной части Курганской области. На его территории расположено большое число курганов, больше чем в каком-либо другом районе области. Самый известный из таких курганов – уникальный археологический памятник-обсерватория (святилище) эпохи энеолита (медно-каменный век, III тыс. до н.э.) «Савин-1», который называют «зауральским Стоунхенджем». Изучение этого памятника федерального значения «Савин-1» продолжается, и наряду с археологическими работами, планируется обустройство его территории для включения в туристические маршруты. Эти особенности района в его гербе символизируют курганы.
Свое название Белозерский район получило от названия административного центра – села Белозерское. Бытует мнение, что когда-то название слободе было дано по названию озера – Белое. Хотя рядом много других озер, причем более крупных – в Белозерском районе расположено вообще очень большое количество озер. Хотя при этом само село Белозерское расположено на берегу реки Тобол. Эти этимологические и природные особенности в совокупности всех гидрографических объектов (реки Тобол, протекающей через весь район, и большого числа озер) в гербе символизируют лазоревая волнообразная оконечность и щука, которая здесь водится в изобилии. Щука – символ богатства рыбой рек и озёр, а также символ многообразия животного мира района. На территории района имеется четыре особо охраняемые природные территории, в том числе три памятника природы и один природный заказник. Основными объектами охраны являются лось, косуля сибирская, боровая дичь, а также редкие и исчезающие виды животного и растительного мира, включенные в Красные книги.
Далеко за пределами района известно село Чимеево, в котором расположен Свято-Казанский Чимеевский монастырь – один из главных духовных центров Урала и Зауралья. Монастырь в гербе символизирует трилистный крест. Сюда привлекает многочисленных паломников знаменитая Чимеевская чудотворная икона Казанской Божией Матери. По сохранившемуся преданию известно, что около 1746 года икона с образом Богородицы приплыла в село по водам реки Нияп, двигаясь вверх по ее течению в вертикальном положении и остановилась над водоворотом, и первыми ее увидели дети, которые играли на берегу. Одновременно с явлением чудотворной иконы в сосновом бору недалеко от села открылся и источник с целебной водой.
Существует также версия, что название Белозерскому дали переселенцы из города Белозерска Вологодской губернии. В гербе последнего присутствуют крест и рыбы – и схожие фигуры в гербе Белозерского района «отражают» в том числе и историческую связь с Белозерском.
Применённые в гербе цвета в геральдике обозначают:
- Жёлтый цвет (золото) символизирует богатство, справедливость, стабильность, уважение, великодушие.
- Белый цвет (серебро) – цвет совершенства, благородства и веры. Кроме того, серебро отображает суровый (холодный) сибирский климат.
- Зелёный цвет (зелень) – символ весны, радости, надежды, жизни, здоровья, изобилия, природы, лесов и земледелия, молодости, самой жизни.
- Синий цвет (лазурь) – символ возвышенных устремлений, искренности и добродетели, а также цвет водных объектов и чистого неба.